# West-Saksisch voetbalkampioenschap
Het West-Saksisch voetbalkampioenschap (Duits: Gauliga Westsachsen) was een van de regionale voetbalcompetities van de Midden-Duitse voetbalbond, die bestond van 1912 tot 1933. De kampioen plaatste zich telkens voor de Midden-Duitse eindronde en maakte zo ook kans op de nationale eindronde.
In 1919 reorganiseerde de voetbalbond de competities. De competities van West-Saksen, Göltzschtal en Vogtland werden verenigd onder de nieuwe Kreisliga Westsachsen. Bij sommige andere Kreisliga's bracht dit weinig veranderingen met zich mee omdat de sterkere reeds bestaande competitie bleef verder bestaan en de andere competities gedegradeerd werden tot tweede klasse. Bij deze Kreisliga waren nu wel alle drie de competities vertegenwoordigd in de hoogste klasse. 
In 1923 werd deze hervorming ongedaan gemaakt en gingen de drie competities opnieuw zelfstandig verder als Gauliga Westsachsen, Gauliga Göltzschtal en Gauliga Vogtland.
In 1933 kwam de Nationaalsocialistische Duitse Arbeiderspartij aan de macht en werden de overkoepelende voetbalbonden en hun talloze onderverdelingen opgeheven om plaats te maken voor de nieuwe Gauliga. Uit de West-Saksische competitie plaatsten zich twee clubs voor de Gauliga Sachsen. 

## Erelijst
- 1913 Zwickauer SC
- 1914 Zwickauer SC
- 1915 Glauchauer SV 07
- 1916 VfB Glauchau 1907
- 1918 Zwickauer SG
- 1919 Zwickauer SC
- 1920 Konkordia Plauen
- 1921 Konkordia Plauen
- 1922 Konkordia Plauen
- 1923 Konkordia Plauen
- 1924 Zwickauer SC
- 1925 SVgg Meerane 07
- 1926 VfL Zwickau
- 1927 SVgg Meerane 07
- 1928 SVgg Meerane 07
- 1929 Planitzer SC
- 1930 SVgg Meerane 07
- 1931 Planitzer SC
- 1932 Zwickauer SC
- 1933 VfB Glauchau 1907

## Seizoenen eerste klasse
Onderstaand overzicht van seizoenen West-Saksen. Van 1919 tot 1923 speelden ook clubs uit Vogtland en Göltzschtal in de competitie, deze worden respectievelijk in het groen en paars weergegeven. 
 = Vogtland
 = Göltzschtal
| Club                        | /20 | Periode (1912-1918, 1919-1933)  |
| --------------------------- | --- | ------------------------------- |
| VfB 1907 Glauchau           | 17  | 1915-1918, 1919-1933            |
| SVgg Meerane 07             | 17  | 1915-1918, 1919-1933            |
| Zwickauer SC 05             | 17  | 1912-1914, 1915-1916, 1919-1933 |
| FC 02 Zwickau               | 16  | 1913-1918, 1922-1933            |
| Planitzer SC 1912           | 12  | 1915-1916, 1922-1933            |
| VfL 1905 Zwickau            | 11  | 1922-1933                       |
| SpVgg 1906 Crimmitschau     | 10  | 1923-1933                       |
| VfTuB 1900 Werdau           | 10  | 1923-1933                       |
| FC Olympia Zwickau          | 5   | 1912-1917                       |
| FC Sachsen 06 Meerane       | 5   | 1912-1917                       |
| VfL Lichtenstein            | 4   | 1927-1928, 1929-1932            |
| VfL 1907 Schneeberg         | 4   | 1926-1930                       |
| SV Konkordia Plauen         | 4   | 1919-1923                       |
| 1. Vogtländischer FC Plauen | 4   | 1919-1923                       |
| SpVgg 09 Plauen             | 4   | 1919-1923                       |
| Plauener SuBC               | 4   | 1919-1923                       |
| SpVgg 06 Falkenstein        | 4   | 1919-1923                       |
| Glauchauer SV 07            | 3   | 1912-1915                       |
| Fußballring 1919 Crossen    | 3   | 1924-1927                       |
| Crimmitschauer BC           | 3   | 1913-1916                       |
| VfB Plauen                  | 3   | 1920-1923                       |
| PSV Zwickau                 | 2   | 1930-1931, 1932-1933            |
| SC Niederlungwitz           | 2   | 1931-1933                       |
| Glauchauer Sportfreunde     | 2   | 1912-1913, 1914-1915            |
| VfB 07 Reichbenbach         | 2   | 1921-1923                       |
| SV Hartenstein              | 1   | 1928-1929                       |
| SpVgg 1920 Niederhaßlau     | 1   | 1924-1925                       |
| FA der Turnerschaft Meerane | 1   | 1914-1915                       |
| KSG SC/Olympia Zwickau      | 1   | 1917-1918                       |
| FC Wacker Meerane           | 1   | 1914-1915                       |
| FC Sparta Altenburg         | 1   | 1916-1917                       |
| VfB 06 Auerbach             | 1   | 1922-1923                       |